# Episodi di Giovani avvocati
La prima e unica stagione della serie televisiva Giovani avvocati (The Young Lawyers) è andata in onda negli Stati Uniti dal 28 ottobre 1969 al 24 marzo 1971 sulla ABC.
| nº | Titolo originale                            | Prima TV USA      |
| -- | ------------------------------------------- | ----------------- |
| 0  | Pilot                                       | 28 ottobre 1969   |
| 1  | Is There a Good Samaritan in the House?     | 21 settembre 1970 |
| 2  | A Simple Thing Called Justice               | 28 settembre 1970 |
| 3  | The Two Dollar Thing                        | 5 ottobre 1970    |
| 4  | The Alienation Kick                         | 12 ottobre 1970   |
| 5  | Where's Aaron                               | 19 ottobre 1970   |
| 6  | We May Be Better Strangers                  | 26 ottobre 1970   |
| 7  | The Glass Prison                            | 2 novembre 1970   |
| 8  | The Russell Incident                        | 9 novembre 1970   |
| 9  | At the Edge of the Night                    | 16 novembre 1970  |
| 10 | Are You Running with Me, Jimmy?             | 23 novembre 1970  |
| 11 | A Busload of Bishops                        | 30 novembre 1970  |
| 12 | The Legacy of Miles Turner                  | 7 dicembre 1970   |
| 13 | Remember Chris Gately?                      | 14 dicembre 1970  |
| 14 | MacGillicuddy Always Was a Pain in the Neck | 21 dicembre 1970  |
| 15 | False Witness                               | 4 gennaio 1971    |
| 16 | Legal Maneuver                              | 20 gennaio 1971   |
| 17 | The Outspoken Silence                       | 3 febbraio 1971   |
| 18 | The Victims                                 | 10 febbraio 1971  |
| 19 | The Bradbury War                            | 17 febbraio 1971  |
| 20 | And the Walls Came Tumbling Down            | 24 febbraio 1971  |
| 21 | Down at the House of Truth, Visiting        | 3 marzo 1971      |
| 22 | The Whimper of Whipped Dogs                 | 10 marzo 1971     |
| 23 | Conrad and the Taxi Squad                   | 17 marzo 1971     |
| 24 | I've Got a Problem                          | 24 marzo 1971     |

## Pilot
- Prima televisiva: 28 ottobre 1969

### Trama
- Guest star: Byron Clark (Baliff), Keenan Wynn (Frank Baron), Anjanette Comer (Bonnie Baron), Jason Evers (Michael Cannon), Tom Holland (David Harrison), George Macready (Jay Spofford), Michael Parks (Ron Baron), Kent Jarvis, Jon Lormer, James Shigeta, Richard Pryor, Dick Bass, Louise Latham, Barry Atwater, Georg Stanford Brown, Mark Jenkins, Stafford Repp, Ed McCready, Lili Valenty, Charles H. Radilak, David Westberg (Law student)

## Is There a Good Samaritan in the House?
- Prima televisiva: 21 settembre 1970

### Trama
- Guest star: David Sheiner (Elliott Tower), Gordon Pinsent (Henry Norman), Walter Brooke (dottor Schurz), Frank Converse (Dr.Vince Sabowski), Ann Summers (giudice Kingman)

## A Simple Thing Called Justice
- Prima televisiva: 28 settembre 1970

### Trama
- Guest star: Arthur Space (giudice Marley), Art Lewis (Cashman), Kent Jarvis (avvocato), Betsy Jones-Moreland (Mrs. Harris), Eric Laneuville (Jesse Crawford), John Larch (giudice Harris), Paul Winfield (Willis Crawford)

## The Two Dollar Thing
- Prima televisiva: 5 ottobre 1970

### Trama
- Guest star: Virginia Vincent (Mrs. Whitley), Peter Strauss (Stuart), Joy Bang (Chicago), Jeanne Bates (dottor Rowe), Russ Conway (giudice Conway), Joan Delaney (Louise), James Sikking (Joe Daley), Ellen Weston (Miss Emerson)

## The Alienation Kick
- Prima televisiva: 12 ottobre 1970

### Trama
- Guest star: Ford Rainey (Wycoff), Mary Layne (Marianne Hewitt), Gwynne Gilford (Miss Shriber), Douglas Henderson (giudice), Kim Hunter (Miriam Hewitt), Fred Weir (Dino)

## Where's Aaron
- Prima televisiva: 19 ottobre 1970

### Trama
- Guest star: Philip Kenneally (Lincoln Dexter), Johnny Haymer (Jimmy), Brian Cutler (John O'Brien), Richard Eastham (Torrance), Jonathan Goldsmith (Charlie Brazo), Celia Milius (Helen)

## We May Be Better Strangers
- Prima televisiva: 26 ottobre 1970

### Trama
- Guest star: Tim O'Connor (Lew Fulton), Sam Melville (Gabe Thomas), Lew Brown (agente di polizia), David Carson (Tony Fulton), Doria Cook-Nelson (Eve), Douglas Henderson (giudice), Marsha Hunt (Celia Fulton), John Rubinstein (Dan Fulton)

## The Glass Prison
- Prima televisiva: 2 novembre 1970

### Trama
- Guest star: BarBara Luna (Stella Acosta), Pete Duel (Dom Acosta), Lonny Chapman (Fowler), Harry Townes

## The Russell Incident
- Prima televisiva: 9 novembre 1970

### Trama
- Guest star: Ellen Moss (Terry Mulvaney), Jim McMullan (Jack Mulvaney), Lee Bergere (Alfred Marcos), Paul Bertoya (Heller), Noah Keen (pubblico ministero), Geoffrey Lewis (Scott Russell), Gerald S. O'Loughlin (Pete Roberts)

## At the Edge of the Night
- Prima televisiva: 16 novembre 1970

### Trama
- Guest star: Robert F. Lyons (Bill Wicks), Patricia Hyland (Susan Tyler), Tod Andrews (Rolland Porter), Tol Avery (giudice), Angela Clarke (Mrs. McGuire), Darren Dublin (Impiegato di corte), Ben Hammer (Bryan Fox), Willard Sage (Maurice Neilson)

## Are You Running with Me, Jimmy?
- Prima televisiva: 23 novembre 1970

### Trama
- Guest star: Don Hanmer, John Lupton (Robert Manley), Paul Fix (giudice Benjamin), Sherry Lynn Diamant (Wiley Wilson), Martin Sheen (reverendo Jimmy Haines)

## A Busload of Bishops
- Prima televisiva: 30 novembre 1970

### Trama
- Guest star: Jordan Rhodes (Finley), Fred Pinkard (Prell), Antoinette Bower (Hilary Sadler), Robert Cornthwaite (giudice Green), Oscar DeGruy (Frankie), Vance Howard (Thompson), Paula Kelly (Wilma), John McLiam (Louis Luther), Simon Oakland (Karok), Bing Russell (McCracken)

## The Legacy of Miles Turner
- Prima televisiva: 7 dicembre 1970

### Trama
- Guest star: David Sheiner (Elliott Turner), Tim McIntire (Charlie Turner), Peter Donat (procuratore distrettuale Lew Foley), Peter Jason (Dave Baumgartner), Charlotte Stewart (Tammie Turner)

## Remember Chris Gately?
- Prima televisiva: 14 dicembre 1970

### Trama
- Guest star: Flora Plumb (Chris Gately), Larry Linville (Bud Morton), Whit Bissell (James Carlton), Arch Johnson (Dimascio), Carl Reindel (Ernie Blake)

## MacGillicuddy Always Was a Pain in the Neck
- Prima televisiva: 21 dicembre 1970

### Trama
- Guest star: Alan Vint (Williams), Edmond O'Brien (MacGillicuddy), Carmen Argenziano (Hank Smith), Dabbs Greer (Jacobi), Jess Walton (Clara Smith)

## False Witness
- Prima televisiva: 4 gennaio 1971

### Trama
- Guest star: Brenda Scott (Jennie Stevens), Devra Korwin (Mrs. Rogers), John Kerr (Rogers), Robert Webber (sergente Fielder)

## Legal Maneuver
- Prima televisiva: 20 gennaio 1971

### Trama
- Guest star: Peter Mark Richman (Jerome Lacey), Ford Rainey (giudice Salke), Phillip Clark (Chris Blake), Victor Holchak (Daniel Morse), Lynn Loring (Bonnie De Palma), Eli Wallach (James Johnson Scott)

## The Outspoken Silence
- Prima televisiva: 3 febbraio 1971

### Trama
- Guest star: Douglas Henderson, Pat Hingle (Benjamin Whitfield), Scott Glenn (Nick), Phillip Clark (Chris Blake), Doreen Lang, Kelly Jean Peters (Terry)

## The Victims
- Prima televisiva: 10 febbraio 1971

### Trama
- Guest star: Gary Tigerman (Josh), Michael Strong (Kingman), Phillip Clark (Chris Blake), Tol Avery (giudice), Meredith Baxter (Gloria), Martha Hyer (Mrs. Donner), David Lewis (Mulloy), Paul Ryan (Tim), Heidi Vaughn (Leora Donner)

## The Bradbury War
- Prima televisiva: 17 febbraio 1971

### Trama
- Guest star: Russell Johnson (Bonelli), John Beck (Mark Bradbury), Phillip Clark (Chris Blake), Janet Margolin (Celia Bradbury)

## And the Walls Came Tumbling Down
- Prima televisiva: 24 febbraio 1971

### Trama
- Guest star: Nan Martin (Elsa Novak), D'Urville Martin (Mitch Cole), Phillip Clark (Chris Blake), Julie Adams (Alice Graham), Katherine Cannon (Penny Graham), Ray Danton (Josh Ferris), Ron Masak (F.P. Expert)

## Down at the House of Truth, Visiting
- Prima televisiva: 3 marzo 1971

### Trama
- Guest star: Paul Stevens (Kelman), Voltaire Perkins (giudice), Phillip Clark (Chris Blake), Lane Bradbury (Charlene Neiley), Eve Bruce (Laverne), Tom Drake (Markham), Richard Dreyfuss (Mike Chester), Jon Lormer (Dean Stewart), Paul Stewart

## The Whimper of Whipped Dogs
- Prima televisiva: 10 marzo 1971

### Trama
- Guest star: Allen Garfield (Bernie Yoakum), June Dayton (giudice Kate Knight), Phillip Clark (Chris Blake), Susan Strasberg (Hallie Benda)

## Conrad and the Taxi Squad
- Prima televisiva: 17 marzo 1971

### Trama
- Guest star: Karl Lukas (meccanico), Steve Ihnat (Pete Pierce), Phillip Clark (Chris Blake), Elizabeth Allen (Doris Pierce), Gwynne Gilford (Ellen Schriber), Kristoffer Tabori (Conrad Pierce)

## I've Got a Problem
- Prima televisiva: 24 marzo 1971

### Trama
- Guest star: Gary Lockwood (Billy Walden), Bruce Kimmel (Walter), Phillip Clark (Chris Blake), Warren Anderson (Van Dagren), Karen Ericson (Clove Edwards), Fredd Wayne (Kimber)